# 沈京似宅
沈京似宅，位于江苏省苏州市姑苏区十梓街96号，苏州大学附属第一医院内。建于民国，为苏州市文物保护单位。

## 历史
沈京似（1897年 - 1988年），江苏淮安人，中国国民党党员。其祖上为官宦人家，家境富裕。沈京似精于美食，被称为上海第一美食家，时任上海市长陈毅曾邀请沈担任市政府餐厅顾问，沈也曾担任上海国际饭店，和平饭店、锦江饭店、上海大厦等众多知名饭店的顾问。
沈京似宅建于1936年，为三层欧式乡村别墅，红砖外墙，尖顶红瓦。屋内装有热水汀（暖气片），壁炉烟囱，铺设进口地砖。楼前有小园，假山池塘俱全。日军占苏时期曾占用此宅，日军退后沈京似还住于此，新中国成立后沈将此宅出售与苏州医士学校。
2004年沈京似宅列入苏州市文物保护单位时，名义为“姚铁心故居”，但经沈氏后人提供材料，院方考证等，确认为误名。2014年，苏州市人民政府发文将此处文保更正为“沈京似宅”。

## 备注
1. ↑  建筑原地址为叶家弄9号。
2. ↑  姚铁心（1903年 - 1959年 ），东吴大学毕业，曾任东吴大学经济系主任，教授。